# Die Rothschilds (1934)
Die Rothschilds ist eine US-amerikanische Filmbiografie aus dem Jahr 1934. Das Drehbuch basiert auf dem Theaterstück Rothschild von George Hembert Westley (Pseudonym).

## Handlung
Die jüdische Bevölkerung im Deutschland des 18. Jahrhunderts leidet unter den antijüdischen Anordnungen der Behörden. So ist es Juden nicht erlaubt, in der Landwirtschaft tätig zu sein oder den Handel zu erlernen. Auch dürfen sie z. B. in Frankfurt/Main die Judengasse nach Sonnenuntergang nicht verlassen.
Mayer Rothschild ist Geldwechsler. Der Steuereintreiber fordert 20.000 Gulden von ihm. Diese Steuerforderung ist höher als die des wohlhabendsten Händlers in der Stadt. Mit der Hilfe seines Sohnes Nathan lässt sich der Eintreiber mit 5.000 Gulden bestechen. Als Mayer jedoch die Nachricht erreicht, dass ein Geldkurier, der ihm 10.000 Gulden bringen sollte, von wegelagernden Steuereintreibern überfallen und ausgeraubt worden ist, bricht er zusammen. An seinem Sterbebett drängt er seine fünf Söhne, ein Bankensystem zu errichten, um die zwischen den Ländern kursierenden Geldmittel besser schützen zu können.
32 Jahre später hat der französische Kaiser Napoleon Europa fest im Griff. Nathan ist in London und stimmt als Gesandter des Dukes of Wellington einer Petition zu, die ihm und seinen Brüdern erlaubt, in Europa Banken zu gründen, um den Widerstand gegen Napoleon zu finanzieren. Nathan soll in England tätig sein, sein Bruder Salomon Rothschild in Wien, Kalman Rothschild in Neapel und Jakob Rothschild in Paris.  Als Napoleon besiegt ist, wollen der Überbringer der Petition, Captain Fitzroy, und Nathans Tochter Julie heiraten. Nathan gibt seinen Segen in der Hoffnung, dass die Welt sich ändern würde. Wellington gibt Nathan Geheiminformationen über die Finanznot des unterlegenen Frankreichs. Nathan weiß, dass die Rothschilds, sollten sie Frankreich die Geldmittel leihen, zur größten Finanzmacht in Europa werden. Doch ein alliiertes Gremium unter dem Vorsitz des Antisemiten Graf Ledrantz gibt einem rivalisierenden Bankhaus die Erlaubnis, den Kredit zu geben. Geplant ist, dass die französische Bevölkerung durch Anleihen den Kredit finanzieren soll.
Der wütende Nathan weist Julie an, Fitzroy zu verlassen und nach Frankfurt zu gehen. Er kauft frühere Anleihen des Staates auf und droht, sie weit unter dem Nennpreis an die Öffentlichkeit zu verkaufen. Ledrantz lässt antisemitische Gruppen durch ganz Preußen ziehen. Nathan besucht Frankfurt und fordert Fitzroy auf, seine Tochter in Ruhe zu lassen. Doch Julie schleicht sich aus dem Haus und trifft ihn heimlich. Sie will ihn trotz ihrer Liebe nicht ohne die Einwilligung ihres Vaters heiraten.
Ledrantz erfährt, dass sich Nathan in Frankfurt aufhält. Er verfügt, dass Nathan verhaftet werden soll, sollte er versuchen, die Stadt zu verlassen. Als jedoch Napoleon von seinem Verbannungsort, der Insel Elba, flieht und seine Anhänger um sich schart, muss Ledrantz Nathan aufsuchen und ihn dazu bringen, Napoleon keinen Kredit zu gewähren. Nathan stellt die Bedingung, dass die Juden die gleichen Rechte wie alle anderen Bürger erhalten. Ledrantz muss akzeptieren. Nathan trifft auf Fitzroy, der auf dem Weg zu Wellington ist. Er verspricht ihm, dass er seine Tochter heiraten könne, wenn er den sich abzeichnenden Krieg überlebt.
Am 22. März 1815 zieht Napoleon in Paris ein. Der französische König ist geflohen, ganz Europa macht mobil. Nachdem Napoleon einige Siege errungen hat, gerät im Juni der Börsenhandel in London in Panik. Sollte die Börse geschlossen werden, würde die englische Wirtschaft zusammenbrechen. Um dieser Gefahr vorzubeugen, zieht Nathan die Leute mit Geld auf seine Seite, die von Wellingtons Niederlage überzeugt sind und damit die die Wirtschaft zersetzenden Gerüchte in die Öffentlichkeit streuen. Als Wellington in der Schlacht bei Waterloo über Napoleon siegt, ist der Krieg zu Ende.
Julie und Fitzroy sind einige Zeit später wieder zusammen. Nathan wird vom englischen König zum Baron gemacht. Der König will ihm damit für seinen Großmut und seinen Mut danken, der England Sieg und Frieden gebracht hat.

## Kritiken
Die Variety beschrieb den Film als gut in allen Bereichen der Darstellung, Regie und des Drehbuchs. Das sensible Thema Antisemitismus werde dabei mit Takt und Zurückhaltung behandelt.
Mordaunt Hall von der New York Times befand, der Film erzähle seine Geschichte schnell und reibungslos. Die Dialoge seien klug und oftmals geistreich, Darsteller und Regie exzellent.

## Auszeichnungen
1935 wurde der Film in der Kategorie Bester Film für den Oscar nominiert.

## Hintergrund
Die Premiere des Films fand am 14. März 1934 in New York statt.
Laut einem Artikel der New York Times kaufte Warner Bros. 1931 die Filmrechte des Theaterstücks auf Anraten von George Arliss, der zu der Zeit unter Vertrag stand. Das Studio hatte jedoch noch keine Pläne, den Film zu realisieren. Als Arliss zu 20th Century Pictures wechselte, überzeugte er Produzent Zanuck, die Rechte von Warner zu kaufen. Nach Angaben der 20th Century Fox Produced Scripts Collection bei der UCLA Theater Arts Library schrieb Arliss selber 14 Seiten unter Berücksichtigung eines früheren Drehbuchs von Maude T. Howell und Sam Mintz, um die Figur von Nathans Vater Mayer auszuarbeiten.
Sidney Lanfield vertrat Alfred L. Werker als Regisseur, als dieser für einige Zeit schwer erkrankte. Die Ausstattung stammte von Richard Day.
Die gleichnamige deutsche Produktion Die Rothschilds von 1940 von Erich Waschneck mit Carl Kuhlmann als Nathan Rothschild gilt als nationalsozialistischer Propagandafilm.